# Eidgenössisches Flugzeugwerk N-20
Die EFW N-20 Aiguillon war ein Schweizer Strahlflugzeugprojekt des Eidgenössischen Flugzeugwerks (F+W). Es handelte sich um ein Mitteldecker-Delta-Kampfflugzeug mit Strahlantrieb und Druckkabine in Ganzmetallbauweise.

## Geschichte
Noch während des Zweiten Weltkrieges begannen in der Schweiz Ingenieure mit der Planung von düsengetriebenen Kampfflugzeugen. Es entstanden die P-Projekte, welche bei FFA in Altenrhein schliesslich zur P-16 führten, sowie die N-Projekte, welche vom Eidgenössischen Flugzeugwerk in Emmen entwickelt wurden. Es gab umfangreiche Entwurfsarbeiten, welche die Auslegung der Flugzeugform, die Triebwerksvarianten und die Triebwerksposition umfassten. Die Entwicklung des N-20 wurde von den Ingenieuren Branger (Konstruktion), Hausammann (Aerodynamik) und Dr. Spillmann (Triebwerke) geleitet.
Die Wunsch-Anforderungen an das zu entwickelnde Flugzeug waren ausserordentlich anspruchsvoll: Da die Pisten damals üblicherweise 900 Meter lang waren, sollte das Flugzeug auf 200 Metern Länge starten und auf 250 Metern Länge landen können. Dementsprechend versuchten die Konstrukteure der N-20, ausländische in Entwicklung stehende Flugzeuge wesentlich zu übertreffen. Diese hohen Ansprüche waren der Grund für die unkonventionelle Auslegung der N-20: Der Nebenstrom der Triebwerke wurde beim Start des Flugzeuges durch Klappen unter die Flügel geleitet. Allen Entwürfen gemeinsam waren niedrige Flächenbelastungen für niedrige Landegeschwindigkeiten und enge Kurvenradien.
Im Jahr 1946 gab Emmen die einmotorigen Vorprojekte an Altenrhein ab, da sich im Sinne einer Arbeitsteilung das Flugzeugwerk in Emmen mit mehrstrahligen Projekten beschäftigen sollte.

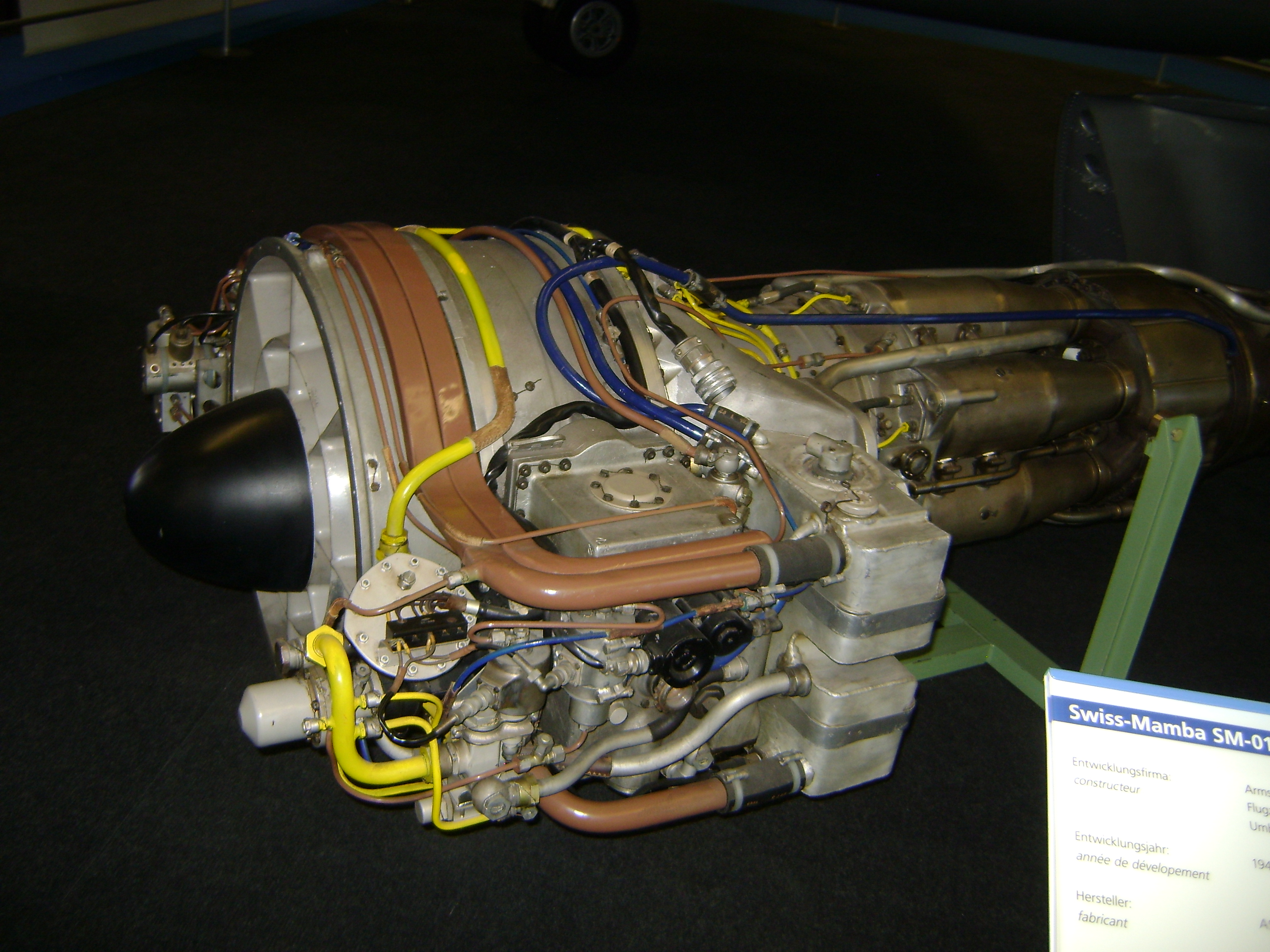
SM-1

Zwei ursprüngliche Ideen wurden im N-20 vereint; Hausammann hatte einen vollständig durchströmten Flügel von geringer Spannweite vorgeschlagen, mit zwei Haupttriebwerken und nicht weniger als acht Gebläse-Nebentriebwerken. Gedacht wurde an einen Antrieb der Gebläse durch die Verdichterluft der Haupttriebwerke oder eine von Hausammann 1945 zum Patent eingereichte Version von Sulzer mit mechanischer Kraftübertragung. Branger hatte eine Schwanzlose Konstruktion mit stark gepfeiltem Flügel vorgeschlagen. Die N-20 vereinigte diese zwei Ansätze, insbesondere als Mitte 1946 entschieden wurde, das bis dann vorgesehene Leitwerk an die Flügelenden zu „verlegen“ und somit Höhenquerruder zu verwenden. Erst später in der Entwurfsphase wurden Ende 1946 die Gebläsetriebwerke gestrichen zugunsten von je zwei in der Flügelmitte eingebauten koaxialen Zweistromtriebwerken mit abgetrennten Nebenströmen. Die Pfeilung des Flügels betrug im inneren Bereich der Triebwerke 30 Grad, beim Aussenflügel 45 Grad.
Um Bedenken der Behörden zu zerstreuen, wurde der Kriegstechnischen Abteilung vorgeschlagen, einen Gleiter im Grössenverhältnis 0,6:1 zum geplanten N-20 zu bauen. Im April 1947 wurde dieser Gleiter N-20.1 von der KTA in Auftrag gegeben. Danach folgte eine Verzögerung, da die KTA das Projekt P-25 aus Altenrhein „abwarten“ wollte, um aus verschiedenen Projekten auswählen zu können; Emmen wurde in dieser Zeit der Entwicklung in Altenrhein beigezogen, durfte aber den eigenen Prototyp noch nicht zu bauen beginnen. Erst am 29. Juni 1948 wurde von diesen mehrmotorigen Entwürfen die Emmener N-20 der Dornier P-25.20 aus Altenrhein vorgezogen. An dieser Sitzung wurde der Bau eines Prototyps und der dazugehörigen Triebwerke in Auftrag gegeben.
Nach dem Unfall des Gleiters im Juli 1949 wurde beschlossen, erneut ein Versuchsflugzeug in verkleinertem Massstab zu bauen, diesmal jedoch mit vier Strahltriebwerken ausgerüstet, jeweils eines ober- und unterhalb jedes Tragflügels. Der Bau begann im Oktober 1950 und im Herbst 1951 folgten Bodenversuche, Hüpfer und dann der Erstflug am 16. November 1951. Dieses Flugzeug mit der Bezeichnung N-20.2 Arbalète ist heute im Flieger-Flab-Museum ausgestellt.

### Abbruch der Entwicklung
Der N-20-Prototyp hatte Triebwerksstandläufe absolviert und am 9. Januar 1953 mit den Rollversuchen begonnen. Bis im September war die Bodenerprobung mit den Rollversuchen und einem kleinen Starthüpfer abgeschlossen. Anfang November 1953 untersagte der Vorsteher des EMD Karl Kobelt die Flugversuche. Die Konstrukteure hatten die volle Verantwortung für den Erstflug der Aiguillon schriftlich versichert und die Belegschaft wäre bereit gewesen, den Erstflug in ihrer Freizeit durchzuführen und selber zu finanzieren. Ingenieur Branger richtete noch eine Eingabe an den Gesamtbundesrat, konnte aber der Flugverbot nicht abwenden.
Die N-20 steht heute neben der FFA P-16 im Flieger- und Flabmuseum in Dübendorf.

### Antrieb

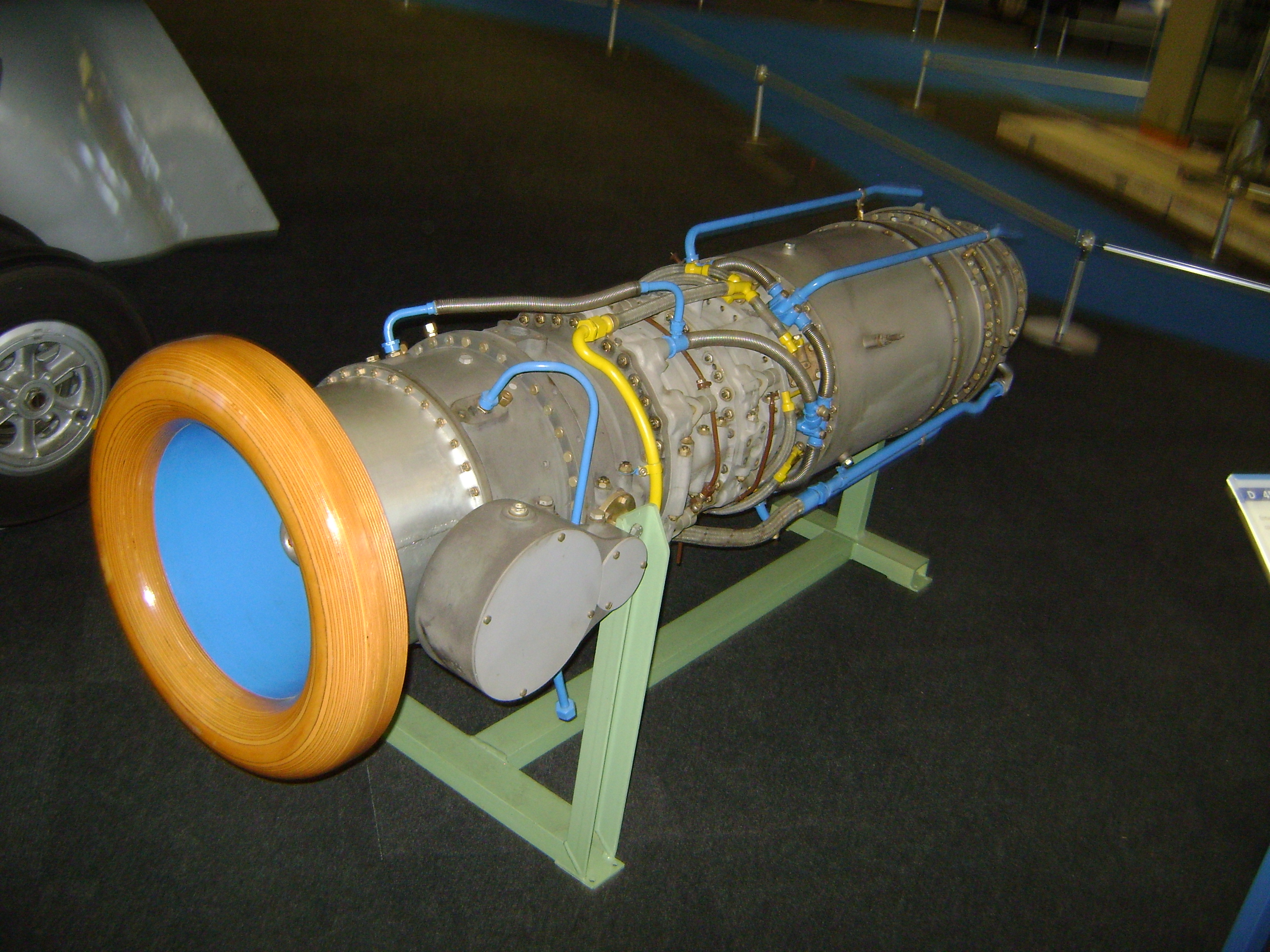
Sulzer D45.04

Der Antrieb spielte in der Entwurfsphase eine ganz entscheidende Rolle, da damit der benötigte Auftrieb mit erzeugt werden sollte, welcher für die kurze Startrollstrecke unabdingbar war. Allerdings war die gleichzeitige Entwicklung von Triebwerken und einem Flugzeug laut Georges Bridel stets problematisch. Für das definitive Flugzeug N-20 wurde ein Triebwerk benötigt, dessen Nebenstrom durch Schlitzklappen umgelenkt werden sollte:
- als kalter Nebenstrom ausgeblasen unter den Flügel zur Erhöhung des Auftriebes beim Start
- als Schubumkehr oben und unten ausgeblasen

Die Wirksamkeit der Auftriebserhöhung durch das Ausblasen konnte ohne Flugversuche nicht abschliessend geklärt werden; das effektive Verhältnis von Strahlgeschwindigkeit zur Fluggeschwindigkeit konnte im grossen Windkanal nur unvollständig nachgebildet werden. Im Windkanal war ein Halbmodell 1:2 verwendet worden.
Im Reiseflug hätten die Triebwerke einen geringen Verbrauch gehabt, während der zusätzliche benötigte Schub in einer Luftkampfsituation durch Zusatzverbrennung im Nebenstrom erzeugt worden wäre.
Im Laufe der Entwicklung wurden ab 1945 bei Gebrüder Sulzer AG Triebwerke mit der Bezeichnung D-45 entwickelt. Das nicht flugfähige D45.01 wurde ab 1950 im Teststand geprüft. Das bedingt flugfähige Triebwerk D45.05 wurde bis 1955 getestet und erreichte einen Schub von 752 kp. Das eigentlich als Antrieb für die N-20 vorgesehene Zweistromtriebwerk DZ-45 wurde nicht verwirklicht. Für die Entwicklung dieses Zweistromtriebwerks mit koaxialen Wellen erwartete Sulzer im Jahr 1947 nach der Festlegung auf diesen Typ einen Entwicklungsvertrag im Umfang von 10 Millionen Franken, der nicht gesprochen wurde.
Auch Escher-Wyss war um ein Triebwerk angefragt worden und begann 1945 mit der Entwicklung. 1946 war das Triebwerk vorgesehen für den Typ N-11, 1947 für den Typ P-1205. Dabei handelte es sich um ein Zweistromtriebwerk mit Schubumkehr im Nebenstrom. 1947 war absehbar, dass ein Triebwerk nicht zeitgerecht realisierbar sein würde und die Entwicklung wurde eingestellt.

#### Swiss Mamba

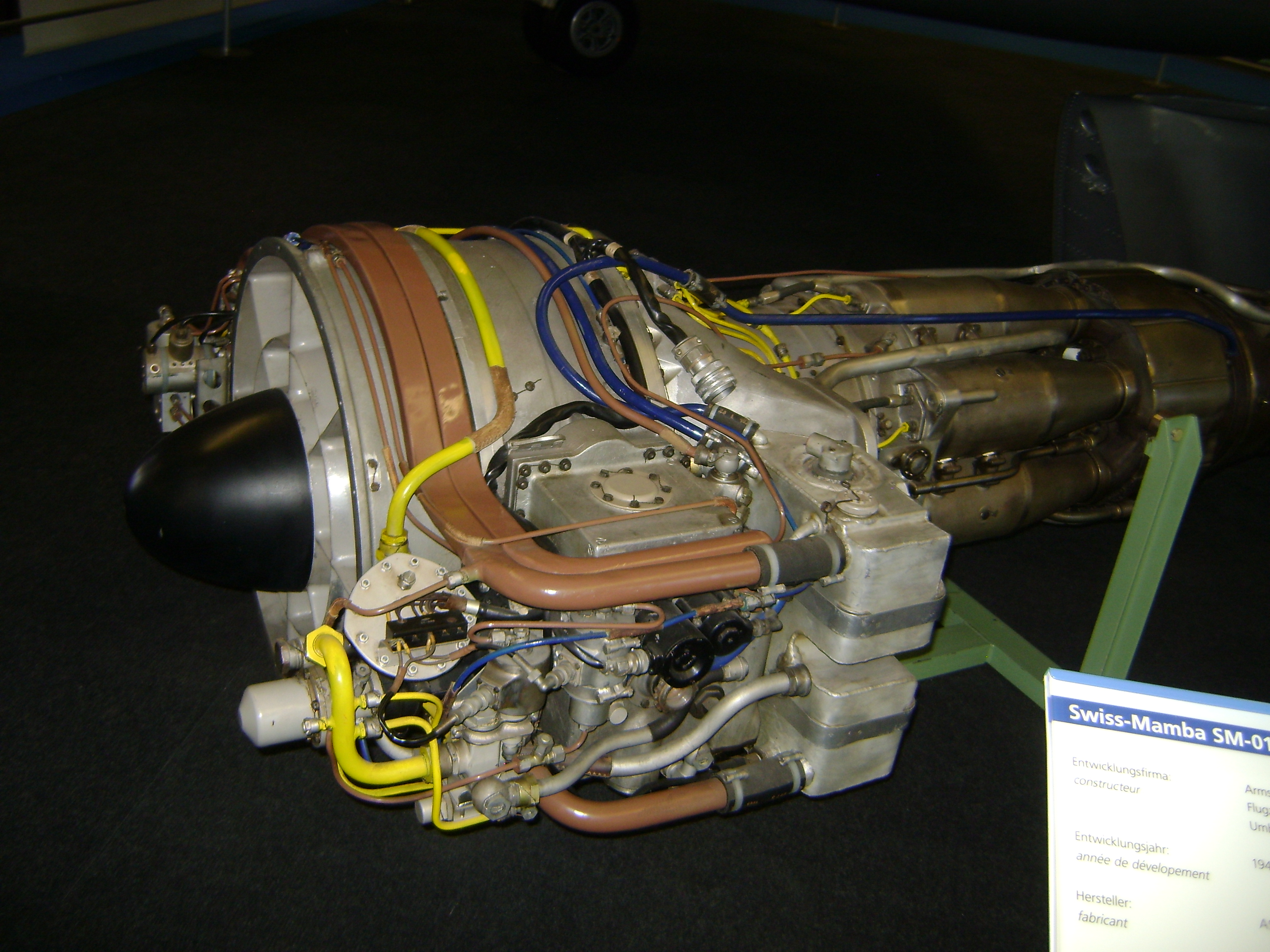
Swiss Mamba SM-1

Anstelle der Schweizer Eigenentwicklungen bei Sulzer und Escher Wyss wurde das Triebwerk Swiss Mamba entwickelt. An der entscheidenden KMF-Sitzung vom 29. Juni 1948 hatte das Eidg. Flugzeugwerk diese Ersatzlösung vorgestellt in Form einer Modifikation auf der Basis des britischen Turboproptriebwerks ASM Mamba 1 der Armstrong Siddeley Motors. Bewilligt wurde die Erweiterung zu einem Zweistromtriebwerk für die Ausrüstung der Prototypen und somit der Bau einer kleinen Serie. Es war von vornherein klar, dass das Swiss Mamba SM-1 nur das Triebwerk des Prototyps sein würde. Das Swiss Mamba war ein Zweiwellentriebwerk mit Nebenverbrennung und Schubumkehr. Es war der Hauptstrom schon vor dem Triebwerk vom Nebenstrom zu trennen, was eine Drehzahlreduktion des Niederdruckverdichters über ein kompliziertes Getriebe erforderlich machte. Anspruchsvoll war auch die Konstruktion der Nebenbrennkammern im zeitweise kalten Nebenstrom. Diese Einrichtung heizte den Nebenstrom bis auf 800 Grad und wurde in der Luft bis auf Höhen von 8000 Metern getestet. Somit waren nur noch der Hochdruckverdichter und die Turbine original von Armstrong Siddeley übernommen. Die übrige Konstruktion stammte aus Emmen, gebaut wurden die Teile auch von Maag, SLM, Bührle und Saurer. Am 12. Januar 1950 lief der Prototyp SM-01 erstmals im Motorenprüfstand des Flugzeugwerkes. Im September 1952 wurde mit einer Antriebseinheit SM-01 (mit Nebenverbrennung) ein 50 Stunden dauernder Dauerprobelauf durchgeführt. Am 7. Oktober 1952 begannen die Flugversuche des Triebwerks unter dem Rumpf einer Mosquito. Es war dies auch eine der
ersten Flugerprobungen eines Zweistromtriebwerkes weltweit. Es wurden sechs Swiss Mamba gebaut, vier Triebwerke wurden in die N-20 eingebaut und zwei dienten als Reserve.
Es war klar, dass die Triebwerke des Prototyps nicht ausreichen würden, weshalb schon mit dem Bau des verbesserten Swiss Mamba SM-3 mit einem neuen Niederdruckverdichter der BBC begonnen worden war, dieser Prototyp war bereit zur Erprobung, wurde aber nie erprobt. Am 14. Februar 1952 wurde von der KMF und der Landesverteidigungskommission LVK aus zeitlichen und aus finanziellen Gründen die geplante Weiterentwicklung des Triebwerks in die Versionen Swiss Mamba SM-3 und die bereits konstruktiv bereinigte Version Swiss Mamba SM-5 unterbunden und die Bereitstellung des zweiten Prototyps N-20.20 nicht bewilligt. Das ganz am Schluss ausgesuchte Modell SM-5 entsprach laut Georges Bridel weitgehend dem von Sulzer 1947 vorgeschlagenen, koaxialen Zweistromtriebwerk DZ-45.

### Eigenschaften
Der N-20-Prototyp, der in Originalgrösse gebaut wurde, hatte einen absprengbaren Bug, der nach Auslösung im Notfall zunächst mit einer Feststoffrakete von 4500kp Schub separiert wurde, um danach an einem Fallschirm zu Boden gleiten. Eingebaut war aufgrund der geplanten Versuchsflüge um die Schallmauer auch eine vollautomatische Absprengung; ein unter Druck gesetztes Rohrsystem hätte bei dessen Druckverlust ein Strukturversagen angezeigt und damit die Auslösung der Rettung des Piloten. Eine Eigenentwicklung eines Head-Up-Display auf der vorderen Panzerscheibe kam beim Prototyp nicht zum Einsatz.
Das Flugzeug hatte aussergewöhnliche ausklappbare Rumpfklappen vor den Flügeln am Rumpf, welche als Canards wirkten und den Auftrieb verbesserten, weil damit die Steuerruder nicht zum Ausgleich der negativen Trimmkräfte verwendet werden mussten.
Die N-20 verfügte über jeweils zwei Haupttriebwerke im Flügelprofil und vier Nebenströme mit Möglichkeit zur Zusatzverbrennung in jedem Flügel; insgesamt verfügte das Flugzeug also über vier Triebwerke und acht Nebenverbrennungskammern. Der Nebenstrahl konnte mit Hilfe von Klappen nach schräg unten geleitet werden, um die Startstrecke zu verkürzen.
Das Bugrad wurde hydraulisch gesteuert, der Reifendruck beim Hauptfahrwerk von 7,8 kg/cm² und beim Bugfahrwerk von 3,9 kg/cm² erlaubte den Einsatz von Behelfspisten. Das Fahrwerk wurde pneumatisch eingefahren. Im Heck befand sich eine Batterie Signalraketen und ein Bremsschirm.

## Technische Daten

### N-20.1 Gleiter
Zur Zerstreuung von Bedenken gegenüber dem ungewöhnlichen Entwurf der N-20 wurde ein zweisitziger Gleiter im Massstab 0,6:1 zur geplanten N-20 vorgeschlagen und im April 1947 bewilligt. Im Januar 1948 war der Rohbau fertig und wurde im Windkanal getestet. Am 17. April 1948 wurde der Gleiter erstmals für Flugversuche mit einer C-3604 auf seiner Ausgangshöhe geschleppt. Die Maschine besass ein JATO-Feststoffraketentriebwerk als Sicherheits-Antrieb in Test-Situationen und für Hochgeschwindigkeits-Stechflüge. Der Einfachheit halber stammte das elektromechanisch einziehbare Fahrwerk am Bug von der de Havilland DH.100 Vampire, das Hauptfahrwerk von der Messerschmitt Bf 109. Die Zelle war vollständig in Holzbauweise gebaut und mit einer Sperrholzbeplankung sowie einem Stoffüberzug versehen. Nach einem Landeunfall am 1. Juli 1949 wurde die Maschine nicht wieder aufgebaut. Stattdessen erfolgten die weiteren Versuche mit der N-20.2 Arbalète. Beim Bau der Arlabète wurde auf die V-Stellung der Aussenflügel verzichtet; die um drei Grad angewinkelten Flügel des N-20.1-Gleiters hatten die für die Piloten mühsamen Schiebe/Rollmomente des Pfeilflügels noch verstärkt.
| Kenngröße                      | Daten                                                                              |
| ------------------------------ | ---------------------------------------------------------------------------------- |
| Besatzung                      | 1 Pilot + 1 Beobachter in separatem Cockpit im Mittelrumpf                         |
| Länge                          | 7,53 m                                                                             |
| Spannweite                     | 7,56 m                                                                             |
| Höhe                           | 2,3 m                                                                              |
| Flügelfläche                   | 19,1 m²                                                                            |
| Flügelstreckung                | 3,0                                                                                |
| Masse                          | 1400–1580 kg                                                                       |
| Zuladung                       |                                                                                    |
| Triebwerke                     | 1 × Jato-12-Rakete mit 12 s Brenndauer und 450 kp Schub Schleppflug mit EFW C-3604 |
| Einsatzgeschwindigkeit         | 570 km/h                                                                           |
| max. Horizontalgeschwindigkeit | 700 km/h (gerechnet)                                                               |
| Minimalgeschwindigkeit         | 125 km/h                                                                           |
| Beste Gleitzahl                | 15,1                                                                               |

### N-20.2 Arbalète
Die Arbalète diente der weiteren Erprobung von Flugeigenschaften, Steuerbarkeit und
Wendigkeit bis 700 km/h. Sie konnte aber auch der Einführung der Piloten in Hinsicht auf die Erprobung des
Prototyps N-20.10 dienen. Nach den Ergebnissen mit dem Gleiter N-20.1 wurde auf Nasen- und Trimmklappen verzichtet, da diese bei dieser Delta-Konfiguration als nicht sehr nützlich erwiesen hatten. Zudem wurde die Seilsteuerung des Gleiters durch eine Stangensteuerung ersetzt, um die Steuerkräfte für den Piloten zu reduzieren. Im Windkanal hatte sich gezeigt, dass die vier Triebwerksgondeln nur geringe Abweichungen gegenüber dem Gleiter zur Folge hatten. Das Flugzeug flog letztmals am 10. Mai 1954 und absolvierte in 91 Flügen insgesamt 33 Stunden und 27 Minuten Flugzeit. Einer der Testpiloten war Max Mathez, der im Jahr darauf bei der Evaluation der von der Schweiz in Betracht gezogenen Folland Gnat mit dessen Prototyp Folland Midge tödlich verunglückte.
| Kenngröße                      | Daten                                        |
| ------------------------------ | -------------------------------------------- |
| Länge                          | 7,53 m                                       |
| Spannweite                     | 7,56 m                                       |
| Höhe                           | 2,3 m                                        |
| Rüstmasse                      | 1800 kg                                      |
| Zuladung                       |                                              |
| Triebwerke                     | 4 × Turboméca Piméné zu je 100 kp Standschub |
| Einsatzgeschwindigkeit         | 570 km/h                                     |
| max. Horizontalgeschwindigkeit | 720 km/h                                     |
| Dienstgipfelhöhe               | 8000 m ü. M.                                 |
| Reichweite                     | 250 km                                       |

### N-20.10 Aiguillon

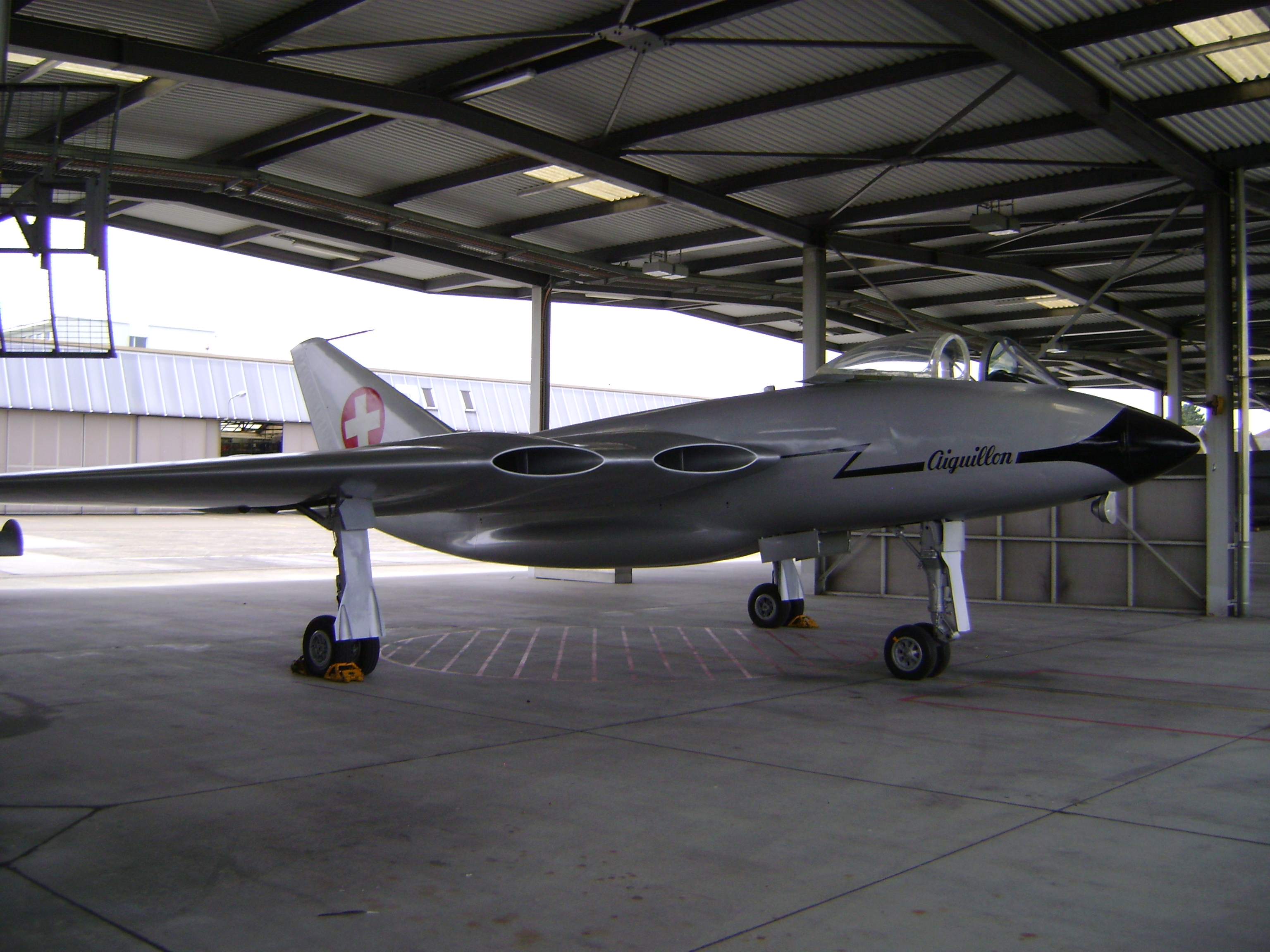
N-20.10

| Kenngröße              | Daten                                       |
| ---------------------- | ------------------------------------------- |
| Länge                  | 12,5 m                                      |
| Spannweite             | 12,6 m                                      |
| Flügelfläche           | 54,00 m²                                    |
| Höhe                   | 3,13 m                                      |
| Rüstmasse              | 6550 kg                                     |
| Zuladung               | 2450 kg                                     |
| Triebwerke             | 4 × Swiss Mamba SM-01 zu je 6 kN Standschub |
| Höchstgeschwindigkeit  | 1000 km/h (gerechnet)                       |
| Mindestgeschwindigkeit | 150 km/h (gerechnet)                        |
| Dienstgipfelhöhe       | 11.000 m ü. M. (gerechnet)                  |
| Reichweite             | 500 km (gerechnet)                          |
| Startrollstrecke       | 900 m (gerechnet)                           |
| Landerollstrecke       | 500 m (gerechnet)                           |

#### Bewaffnung
Die N-20 wäre mit zwei fest eingebauten 20-mm-Kanonen ausgerüstet worden. Dazu kam eine zentrale Waffenwanne im Rumpfschwerpunkt, welche als Wechselsatz ausgeführt worden wäre. Als Kombinationen wären möglich gewesen bis sechs 20-mm-Kanonen oder zwei bis vier 30-mm-Kanonen, sodann Bomben von einer 800-kg-Bombe bis zu 16 Bomben zu 50 kg. Im Falle von Splitterbomben hätten 192 zu 3 kg mit geführt werden können oder 48 Stück mit 12 Kilogramm. Ein Raketensatz von 36 Stück 87-mm-Raketen wäre eine weitere Möglichkeit gewesen oder aber das Mitführen von Aufklärungsausrüstung mit Kameras und Leuchtbomben oder auch das Mitführen von zusätzlichem Treibstoff. Alle diese Lasten hätten im Rumpfeinbau die Aerodynamik und die Flugleistungen im Vergleich zu herkömmlich am Flügel angehängten Lasten kaum beeinflusst.

### N-20.20 Harpon
Das Flugzeug Harpon war gemäss G. Bridel Anfang 1952 als «Sofortlösung» gedacht, um Zeit zu gewinnen für die Entwicklung der schweizerischen Triebwerke. Der Vorschlag, diesen zweiten Prototypen zu bauen beruhte im Wesentlichen darauf, zwei britische Triebwerke Sapphire oder Avon in die Flügelwurzel einzubauen und die Klappen des Flügels etwas anzupassen neu mit Spreizklappen als Sturzflugbremse. Auch die auffallend grosse Spurweite des Hauptfahrwerkes hätte verringert werden können. Verloren gegangen wären die hervorstechenden Start- und Landeeigenschaften des Schweizer Antriebes. Für diese Variante Harpon wurden 1952 Windkanalversuche durchgeführt, die Herstellung dieses zweiten Prototyps wurde nicht bewilligt.
| Kenngröße                      | Daten                                                  |
| ------------------------------ | ------------------------------------------------------ |
| Länge                          | 12,5 m                                                 |
| Spannweite                     | 12,6 m                                                 |
| Höhe                           | 3,67 m                                                 |
| Flügelfläche                   | 62,5 m²                                                |
| Flügelstreckung                | 2,5                                                    |
| Startmasse                     | 9470 kg                                                |
| Zuladung                       | 2450 kg                                                |
| Triebwerke                     | 2 × Armstrong Siddeley Sapphire, je 33,3 kN Standschub |
| Höchstgeschwindigkeit          | 1070 km/h (gerechnet)                                  |
| Mindestgeschwindigkeit         | 180 km/h (gerechnet)                                   |
| Steiggeschwindigkeit           | 88 m/s (gerechnet)                                     |
| Dienstgipfelhöhe               | 15.500 m ü. M. (gerechnet)                             |
| Reichweite                     | 1200 km (gerechnet)                                    |
| Startrollstrecke auf 0 m ü. M. | 420 m (gerechnet)                                      |
| Landerollstrecke auf 0 m ü. M. | 550 m (gerechnet)                                      |

## Nachbau N-20.2. Arbalète
Ab Juni 2017 fanden Arbeiten statt für einen flugfähigen Nachbau der N-20.2. Die Erbauer bezeichnen ihr Flugzeug als N-20.3. Nach Angaben der Beteiligten konnten sie ihr Projekt im Mai 2024 beim Bundesamt für Zivilluftfahrt in der Kategorie Experimental mit Projektnummer 2024-000657 eintragen. Die Rede war zu diesem Zeitpunkt von einer Immatrikulation als HB-ARB in Anlehnung an Arbalète.